# Jean Poesen
Jean Poesen (26 april 1954) is een Belgisch hoogleraar en fysisch geograaf.

## Onderwijstaken
Aan de K.U.Leuven doceert Jean Poesen de vakken Tectoniek en Geomorfologie
•  Buitenlandse excursie fysische geografie
•  Place/Destination Management Assignment: Option Place Management (from neighbourhood to region)
•  GIS Internship
•  Geomorfologische processen.

## Onderzoekstopics
Fysische geografie
•	Geomorfologie
•	Bodemerosie
•	Bodemdegradatie
•	Sedimentproductie
•	Hellingshydrologie
•	Desertificatieprocessen en technieken ter bestrijding van verwoestijning
•	Bodemerosiecontrole
•	Bodem en waterconservering
•	Experimentele geomorfologie (regen- en afvoersimulatie).